# 1047 هـ
1047 هـ هي سنة في التقويم الهجري امتدت مقابلةً في التقويم الميلادي بين سنتي 1637 و1638.

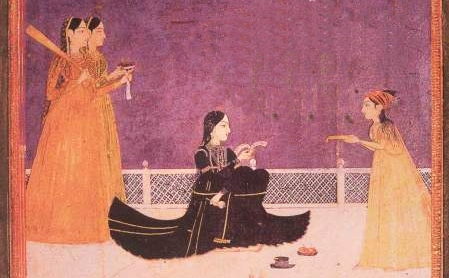
زيب النساء

## مواليد
- صالح بن مهدي المقبلي

## وفيات
- إبراهيم الأكرمي